# Erhardt Jakobus Klonk

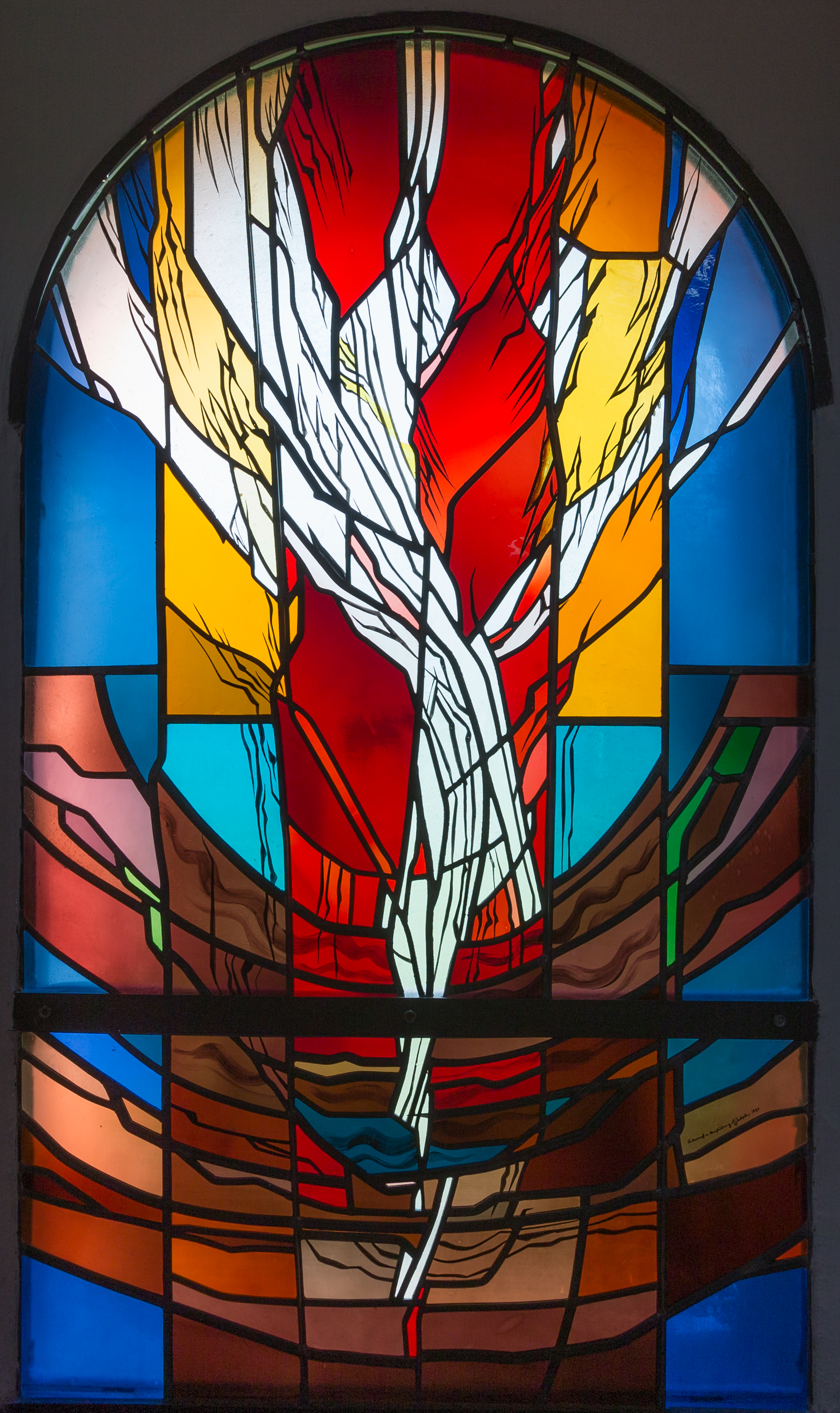
Fenster im Südportal in Oberndorf (Solms), 1999

Erhardt Jakobus Klonk (* 15. Oktober 1932 in Marburg; † 29. März 2024) war ein deutscher Maler und Glasmaler.

## Leben
E. Jakobus Klonk war von den fünf Söhnen des Künstlers Erhardt Klonk der zweitälteste. Nach der Schulzeit folgte in den Jahren 1950–1958 eine Ausbildung als Maler und Glasmaler. 1953 wurde Klonk Geselle. Erste Arbeiten als freier Maler entstanden ab 1954 während seines Aufenthalts in Krefeld. 1959 schloss Klonk an der Kunstakademie Düsseldorf ab. Seit den 1950er Jahren nannte er sich „E. Jakobus Klonk“ oder „Erhardt Jakobus“. Zwischen 1959 und 1970 führte er gemeinsam mit seinem Vater die Marburger Werkstatt mit Atelier, die dieser Mitte der 1950er Jahre als Glasmalerwerkstatt eröffnet hatte. In den Nebengebäuden eines 1963 erworbenen Hofes in Oberrosphe unterhielt Erhardt J. Klonk seit 1970 sein eigenes Atelier. 1976 beschäftigte Klonk sieben Angestellte und erwarb in unmittelbarer Nachbarschaft eine Lagerhalle. Seit dem Jahr 2000 führte Klonk keine Glasfenster mehr aus, erstellte aber weiterhin Entwürfe. Die leergeräumte Halle diente zeitweise als Ausstellungsraum mit dem Thema „Kirchenfensterlebenswerk im Maßstab 1 : 10“.
Klonk war mit der Textilkünstlerin Maria Baum (* 1953) verheiratet.

## Werk
Erhardt Jakobus Klonk führte um die 360 Fenster für Kirchen, Synagogen, Privathäuser und öffentliche Gebäude aus, fertigte aber auch Kabinettscheiben. Sein Wirkungsbereich erstreckte sich vor allem auf Hessen, er erhielt aber auch Aufträge in Nordrhein-Westfalen, Niedersachsen und Thüringen, vereinzelt auch im Ausland (Tokio). Sein erstes Fensterbild gestaltete er für die Johanneskirche in Gießen (1962/1963), in den 1970er Jahren entstanden die ersten eigenständigen Fenster. Während sein Vater figürliche Darstellungen bevorzugte, sind die Glasmalereien von E. Jakobus Klonk von Anfang an stärker abstrahierend. Entsprechend tragen viele Werke den Titel „Freie Komposition“ oder „Freie Gestaltung“. Durch Farben und Symbole werden zugrunde liegende Bibelstellen oder Bildprogramme illustriert. Wie bei seinem Vater stammen Entwurf und Ausführung aus einer Hand.
Neben seiner Haupttätigkeit als Glasmaler schuf Klonk auch Holzschnitte, Zeichnungen, Gemälde und Wandmalereien. Er entwarf Paramente und Kruzifixe, bemalte Orgelprospekte und führte Restaurierungen durch. Ein Vorlass seiner Arbeiten in Form von 375 Aquarell-Entwürfen seiner Glasmalereien übergab er im Juni 2011 zusammen mit dem Nachlass seines Vaters dem Landeskirchlichen Archiv Kassel, die dort erfasst und digitalisiert wurden.

## Werkliste (Auswahl)
- 1962/1983, Espelkamp, Rathaus, Fenster im Foyer (1962) und im Treppenhaus (1983)[9]
- 1964: Freusburg, ev. Kirche, 3 Chorfenster und alle Schifffenster
- 1966: Oberrosphe, Evangelische_Kirche, 2 Südfenster
- 1967: Leidenhofen, Evangelische Kirche, Fresko an Altarwand und 1 Altarfenster
- 1968: Helmstedt, Kloster Marienberg, Klosterkirche, 3 Chor- und 2 Apsidenfenster
- 1972: Elnhausen, Pfarrkirche zu Elnhausen, Fresco-Secco-Malerei an Altarwand
- 1974: Leihgestern, Evangelische Kirche, 4 Fenster
- 1974: Burgwald-Münchhausen, ev. Kirche, Fensterwand
- 1975: Großalmerode-Laudenbach, ev. Kirche, 2 Fenster
- 1976: Abbenrode, alle Fenster, Kruzifix und Paramente
- 1977: Lixfeld, Evangelische Kirche, 2 Turmfenster[10]
- 1979: Espelkamp-Gestringen, ev. Gemeindezentrum, 3 Fenster[11]
- 1980: Niederhausen, ev. Kirche, 3 Chorfenster
- 1982: Espelkamp, Michaelskirche, 3 Fenster und 4 Fensterbänder[12]
- 1983: Runzhausen, Evangelische Kirche, 1 Altarfenster
- 1983: Archfeld, Evangelische Johanneskirche, 2 Buntglasfenster im Altarraum mit Darstellungen des Weihnachts- und Osterfestes.
- 1984: Eberschütz, ev. Kirche, 1 Chorfenster
- 1985: Seesen-Bornhausen, ev. Kirche, 5 Chorfenster
- 1985: Lübbecke, Krankenhaus, Fenster im Andachtsraum[13]
- 1987: Naumburg-Elbenberg, ev. Freizeitheim, Fenster im Feierraum und Kruzifix
- 1988: Oppenrod, Evangelische Kirche, 1 Chorfenster
- 1989: Cremlingen-Destedt, Friedhofskapelle, Fensterwand
- 1989: Altenbrunslar, Evangelische Kirche, Chorfenster
- 1990: Betzdorf, ev. Kreuzkirche, 5 Chorfenster
- 1990: Bad Oeynhausen-Werste, ev. Versöhnungskirche, Fenster im Schiff und Altarraum
- 1991: Nothfelden, ev. Kirche, Chorfenster
- 1991: Hoheneiche, Evangelische Kirche, 1 Altarfenster
- 1991/2001: Neuss-Erfttal, Paul-Schneider-Haus, 2 Fenster 1999, 3 Fenster 2001[14]
- 1992: Birstein, Altenhilfe, 2 Kapellenfenster
- 1993: Eltmannshausen, ev. Kirche, Altarfenster
- 1993: Benkhausen, ev. Kirche, 6 Fenster
- 1996: Tokio, ev.-lutherische Kirche, 4 Altarfenster
- 1997: Seesen, Schildauklinik, Kapelle, Fenster, Wandbehang, Raumgestaltung
- 1998: Marburg, Philippshaus, Kapelle, 6 Psalmfenster
- 1999: Oberndorf (Solms), Evangelische Kirche, Südportalfenster
- 2000: Arnstadt, Marienstift, Orthopädische Klinik, Kapelle, 6 Fenster und Wand
- 2005: Eilum, Eilsumer Kirche, 1 Altarfenster
- 2007: Felsberg, Friedhofskapelle, alle Fenster
- 2008: Marburg-Cappel, St. Franziskus-Kirche, Fensterwand am Altar
- 2009: Braunschweig-Waggum, Friedhofskapelle, 4 kleine Fenster
- 2009: Wächtersbach-Wittgenborn, ev. Kirche, 2 Altarfenster

## Schriften
- Bilder zum christlichen Glauben. In: Gib ewigliche Freiheit Büddenstedt. Freundeskreis der Braunschweiger Kirchen- und Sozialgeschichte, 1987, S. 297–308.
- Licht ist dein Kleid. Verlag Evangelischer Medienverb, Kassel [1996].
- Selbst im weitesten Sinne. Kunstverein, Marburg 2003.